# Thouars-sur-Garonne
Thouars-sur-Garonne (okzitanisch: Toars de Garona) ist eine Gemeinde mit 225 Einwohnern (Stand: 1. Januar 2022) in Frankreich im Département Lot-et-Garonne in der Region Nouvelle-Aquitaine. Die Gemeinde gehört zum Arrondissement Nérac und zum Kanton Lavardac. Die Einwohner werden Thouarquais genannt.

## Geografie
Thouars-sur-Garonne liegt etwa 29 Kilometer westnordwestlich von Agen. Die Gemeinde wird im Osten von der Garonne und im Westen von der Baïse begrenzt. Umgeben wird Thouars-sur-Garonne von den Nachbargemeinden Buzet-sur-Baïse im Norden und Westen, Aiguillon im Nordosten, Port-Sainte-Marie im Osten, Feugarolles im Süden und Südosten sowie Vianne im Süden und Südwesten.

## Bevölkerungsentwicklung
| Jahr                      | 1962 | 1968 | 1975 | 1982 | 1990 | 1999 | 2006 | 2011 | 2016 |
| Einwohner                 | 237  | 230  | 191  | 191  | 194  | 179  | 193  | 210  | 214  |
| Quelle: Cassini und INSEE |      |      |      |      |      |      |      |      |      |

## Sehenswürdigkeiten
- Kirche Saint-Orens aus dem 11. Jahrhundert